# Hans Seger
Hans Seger (ur. 28 sierpnia 1864 w Nowej Rudzie, zm. 15 sierpnia 1943 we Wrocławiu) – niemiecki archeolog, historyk sztuki i muzealnik.

## Życiorys
Podjął studia na Uniwersytecie Wrocławskim w zakresie historii sztuki oraz archeologii, naukę historii sztuki kontynuował na uniwersytecie monachijskim. Od 1892 był dyrektorem prywatnego Muzeum Starożytności Śląskich w swoim rodzinnym mieście. Na tym stanowisku przeprowadził gruntowną przebudowę i unowocześnienie ekspozycji, organizując ją według kryterium chronologicznego. Po połączeniu tej placówki z samorządowym Śląskim Muzeum Rzemiosła Artystycznego i utworzeniu dzięki temu w 1899 r. Śląskiego Muzeum Rzemiosła Artystycznego i Starożytności Seger został wicedyrektorem nowej instytucji, kierując w niej działami numizmatycznym, historii kultury oraz prehistorycznym. Ponieważ ze scaleniem obu muzeów wiązało się pozyskanie nowej siedziby (przy ul. Krupniczej 14), to Seger kolejny raz zorganizował stałą wystawę archeologiczną, poświęconą przede wszystkim prehistorii Śląska.
W 1927 Hans Seger doprowadził do powstania filii muzeum, ulokowanej na pierwszym piętrze zbudowanej w 1902 r. wieży widokowej im. cesarza Wilhelma I na Szańcu Szwedzkim we wrocławskim Lesie Osobowickim. Powstała ona celem ekspozycji znalezisk archeologicznych odkrytych w trakcie badań tutejszej osady obronnej kultury łużyckiej oraz związanego z nią cmentarza. Była otwarta tylko w sezonie letnim, toteż nosiła nazwę Letniego Muzeum Archeologicznego. Działała do roku 1944.
Seger uzyskał habilitację w 1907, a następnie zaczął wykładać na Uniwersytecie Wrocławskim jako Honorarprofessor, kontynuując jednocześnie pracę w muzeum. Specjalizował się w prehistorii Dolnego Śląska, ze szczególnym uwzględnieniem neolitycznej kultury jordanowskiej z rejonu Jordanowa Śląskiego. Był członkiem licznych krajowych i zagranicznych towarzystw naukowych, m.in. Towarzystwa Przyrodniczego w Gdańsku, Niemieckiego Instytutu Archeologicznego, szwedzkiej Kungliga Vitterhetsakademien i Society of Antiquaries of London.